# Програмне забезпечення для відстеження часу
Програмне забезпечення для відстеження часу — це категорія комп'ютерного програмного забезпечення, яке дозволяє користувачам фіксувати час, витрачений на виконання завдань або проєктів. Його використовують в багатьох галузях, наприклад там, де працюють фрілансери, а також професіонали, які виставляють рахунки своїм клієнтам погодинно. До них відносяться наприклад юристи, фрілансери та бухгалтери.
Програмне забезпечення для відстеження часу можна використовувати окремо або інтегрувати з іншими програмами, такими як програмне забезпечення для управління проєктами, підтримка клієнтів і бухгалтерія.
Програмне забезпечення для відстеження робочого часу — це електронна версія традиційного паперового табеля. Окрім програмного забезпечення для обліку робочого часу, програмне забезпечення для відстеження робочого часу також включає програмне забезпечення для реєстрації часу, яке використовує моніторинг активності користувача (UAM) для запису дій, які виконуються на комп'ютері, і часу, витраченого на кожен проєкт і завдання.

## Типи програмного забезпечення для обліку часу
Загалом додатки для обліку часу можна поділити на два типи:
ТабельДозволяє користувачам вручну вводити час, витрачений на виконання завдань. Стали популярними кори комп'ютери були впроваджені в офісах для автоматизації роботи з документами.
Відстеження/запис часуАвтоматично записує дії, що виконуються на комп'ютері, використання додатків, документів, ігор, відвідування сайтів і т.п.

## Методи відстеження часу
Є кілька способів якими компанії відстежують час співробітників:
ТривалістьСпівробітники вводять тривалість завдання, але не коли воно виконувалось.
ХронологічнийСпівробітники вводять час початку та завершення завдання.
АвтоматичнийСистема автоматично розраховує час, витрачений на завдання або цілі проекти за допомогою підключеного пристрою або персонального комп'ютера, а також введення користувача за допомогою кнопок старт та стоп. Користувачі можуть переглядати логи із завданнями і часом їх початку та завершення.
На основі винятківСистема автоматично записує стандартний робочий час, за винятком затверджених відпусток або відсутності на роботі.
Час прибуття на робоче місце та його залишенняСпівробітники вручну записують час прибуття та завершення робочого дня.
МоніторингСистема фіксує час активності та простою співробітників. Він також може записувати знімки екрана.
На основі місцезнаходженняСистема визначає робочий статус співробітників за місцем їх перебування.
Планування ресурсівплануючи ресурси заздалегідь, графіки співробітників можна легко перетворити на табелі.

## Переваги програмного забезпечення для обліку часу
Відстеження часу може підвищити продуктивність, оскільки підприємства можуть відстежувати час, витрачений на виконання завдань, і краще розуміти, які практики спричиняють зменшення продуктивності. Програмне забезпечення для відстеження часу покращує підзвітність, документуючи час, потрібний для виконання поставлених завдань. Дані збираються в базі даних і можуть бути проаналізовані відділами персоналу.
Функції програмного забезпечення для відстеження часу включають:
- Автоматичну генерацію рахунків клієнтам або замовникам професіонала на основі витраченого часу.
- Відстеження перевитрат для проектів з фіксованою вартістю.
- Пакети управління робочою силою[en], які відстежують відвідуваність, відсутність працівників, проблеми з людськими ресурсами, нарахування заробітної плати, управління талантами та аналітику праці.
- Допомагає відстежувати продуктивні та непродуктивні години.
- Створення підзвітності та прозорості між роботодавцями та працівниками.
- Це допомагає оцінити робочий процес команди.